# Red Bull Arena (Harrison)

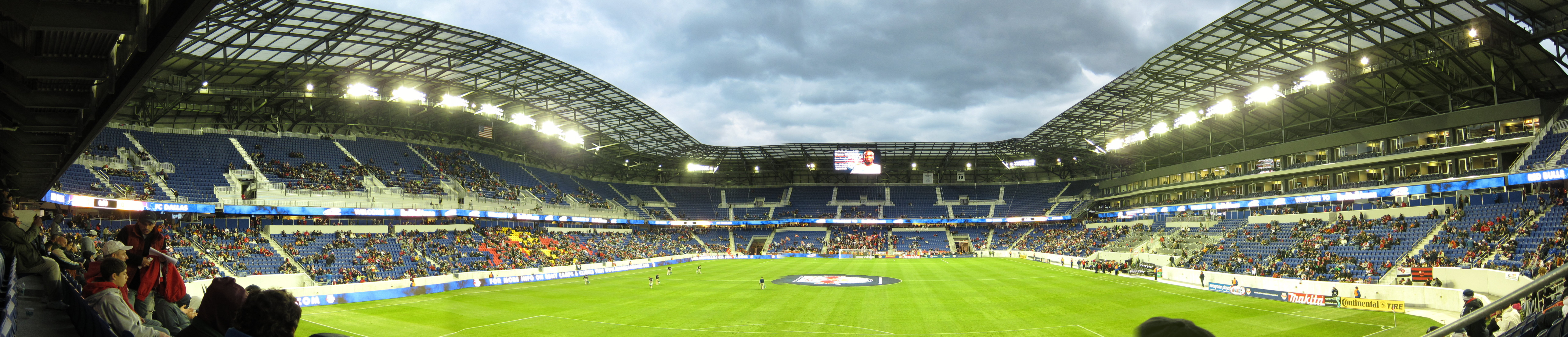
Red Bull Arena - widok z trybun

Red Bull Arena – typowo piłkarski stadion, na którym swoje mecze rozgrywa drużyna New York Red Bulls, grająca w amerykańskiej najwyższej klasie rozgrywkowej - Major League Soccer.
Wbrew nazwie drużyny stadion jest w Harrison w New Jersey. Miał być ukończony na sezon 2008, jednakże ze względu na różne opóźnienia, zbudowany został na początku 2010 roku. Arena mieści ponad 25 000 fanów piłki nożnej. Jego projekt jest typowo europejski i jest jedynym stadionem tego rodzaju w Stanach Zjednoczonych.